# Escudo de San Cristóbal de La Laguna

Escudo herádico de San Cristóbal de La Laguna

El escudo de San Cristóbal de La Laguna fue concedido por Juana I de Castilla, mediante Real Cédula de 23 de marzo de 1510, como escudo de Tenerife. Al ser la ciudad de La Laguna la capital de la isla durante los primeros tiempos tras la conquista, quedó convertido en emblema municipal. Posee la siguiente descripción heráldica:
De oro, una isla de sinople sumada de un volcán en su color escupiendo fuego, todo sobre ondas de azur y plata, adiestrado de un castillo de gules, siniestrado de un león de lo mismo y surmontado del Arcángel San Miguel en su color, llevando una lanza en una mano y un escudo en la otra. Bordura de gules, con la leyenda Michael Arcangele Veni in Adjutorium Populo Dei Thenerife Me Fecit, en letras de oro. Al timbre, corona real abierta.
Los elementos del escudo simbolizan la incorporación de la isla de Tenerife a la Corona de Castilla y su evangelización bajo la advocación de San Miguel.
El actual escudo de la isla de Tenerife difiere del de La Laguna en la leyenda y en que incorpora dos ramas de palma bajo la punta.